# Viola organista
La viola organista è uno strumento musicale inventato da Leonardo da Vinci, precursore dello strumento tardo-rinascimentale detto Geigenwerk e di vari strumenti dei secoli successivi, detti Bogenklavier, Gambenklavier o più genericamente Streichklavier.

## Descrizione
L'idea originale di Leonardo, descritta in quattro disegni del Codice Atlantico (1488-1489) e in altri quattro disegni del manoscritto H (1493-94), deriva dal meccanismo degli strumenti medievali detti organistrum e symphonia, antenati della ghironda. In quegli strumenti, esistenti fin dal XII secolo, una corda di budello animale era tesa fra due ponticelli fissi su una cassa armonica ed era sfregata, invece che da un arco, da una ruota di legno messa in rotazione da una manovella. La corda poteva produrre le diverse note della scala grazie a un sistema di ponticelli mobili, detti tangenti, azionati da tasti; si trattava in tutti i casi di strumenti monofonici, che emettono solo una nota alla volta.
Lo strumento disegnato da Leonardo,, invece, ha una corda per ciascuna nota, come nel clavicembalo o nel clavicordo. Al di sotto delle corde si trovano due o più ruote che girano simultaneamente su perni paralleli, trascinate da una cinghia, sotto l'azione di una manovella. I tasti, disposti come nel clavicembalo, portano le corde corrispondenti a contatto con la ruota sottostante, oppure (a seconda dei disegni) con la cinghia di trasmissione. Lo strumento può quindi eseguire più note contemporaneamente ed è a suono continuo, come l'organo a canne, dato che le corde suonano per frizione, anziché essere pizzicate (come nel clavicembalo) o percosse (come nel clavicordo). L'effetto sonoro è quello di un insieme di strumenti ad arco (all'epoca di Leonardo detti genericamente "viole"): da qui il nome "viola organista". La viola organista è uno degli strumenti musicali più complessi di Leonardo da vinci e di cui ne sono state riprodotte più versione. Non va confusa con un altro progetto ricostruito solo recentemente, la clavi-viola, disegnata sul foglio 93 del Codice Atlantico.
I disegni di Leonardo mostrano anche una versione in cui ci sono meno corde che tasti: infatti, analogamente a quanto avveniva in alcuni modelli di clavicordo, coppie di tasti adiacenti (che nella pratica non sarebbero mai usati contemporaneamente) agiscono sulla stessa corda: il tangente che abbassa la corda portandola a contatto con la cinghia o la ruota in movimento fa anche da ponticello, e due tasti agiscono sulla stessa corda in due punti diversi producendo alternativamente due note a distanza di semitono.

## Realizzazioni dello strumento
Si ignora se Leonardo abbia mai costruito lo strumento descritto.
Il primo strumento simile ad essere sicuramente realizzato fu il Geigenwerk del 1575 di Hans Haiden, un inventore tedesco di strumenti, illustrato anche nel trattato Syntagma musicum di Michael Praetorius (1619). Un analogo strumento del 1625, opera dello spagnolo Fray Raymundo Truchado, è tuttora conservato nel Musée des instruments de musique di Bruxelles.
Una moderna ricostruzione del Geigenwerk del costruttore Akio Obuchi, basata anche sui disegni della "viola organista", è stata utilizzata in un concerto a Genova, nel 2004. Anche il pianista e compositore polacco Sławomir Zubrzycki ha ricostruito lo strumento ed effettua dei concerti.
In Italia, il liutaio monzese, di origini calabresi, Michele Sangineto ha realizzato una ricostruzione della viola organista, tratta dal Codice Atlantico, ed esposta in varie mostre e manifestazioni. Oltre ad essa ha costruito anche altri strumenti tratti dal Codice di Madrid, quali l'organo di carta, la lira argentata e la pila a vento continua.
Sono tuttora conservati alcuni esemplari di Streichklavier del XIX secolo in cui le corde sono sfregate da una cinghia di cuoio, anziché dalle ruote di legno, variante parimenti contemplata dai disegni di Leonardo. Tutti questi strumenti, il cui scopo è simulare l'effetto di un insieme di strumenti ad arco, hanno storicamente incontrato una scarsissima diffusione, probabilmente a causa dell'estrema difficoltà di rendere la frizione, e conseguentemente l'intonazione e la qualità timbrica, uniformi per tutte le corde.